# Nancy Ludington
Nancy Ludington (n. 25 iulie 1939, Stoneham⁠(d), Massachusetts, SUA) este o patinatoare artistică ce a reprezentat Statele Unite ale Americii, medaliată olimpică. A participat la o ediție a Jocurilor Olimpice (1960) în care a câștigat o medalie de bronz.

## Participări
Lista de mai jos prezintă principalele competiții la care a participat Nancy Ludington de-a lungul carierei.
- figure skating at the 1960 Winter Olympics – pairs skating[*]